# Julio Soler
Julio César Soler Barreto (Asuncion, 16 februari 2005) is een Argentijns voetballer die bij voorkeur als linksback speelt. Hij tekende in januari 2025 voor AFC Bournemouth.

## Clubcarrière
Soler werd geboren in Paraguay en verhuisde reeds op jonge leeftijd naar Argentinië. In april 2022 brak hij door bij CA Lanús. Op 7 januari 2025 tekende hij een meerjarig contract bij AFC Bournemouth.